# 神奈川県道707号渋沢停車場線
神奈川県道707号渋沢停車場線（かながわけんどう707ごう しぶさわていしゃじょうせん）は、小田急小田原線渋沢駅北口から国道246号へ至る一般県道である。

## 概要
- 総延長：約100m
- 起点：秦野市柳町 渋沢駅前（北口）
- 終点：秦野市松原町 国道246号交点（渋沢駅入口交差点）
- Google マップ - googleマップ上では県道706号の一部と記載されている。

## 歴史
- 2009年（平成21年）:全線にわたって、終起点も含めて指定が変更される。

## 地理

### 交差する道路
- 国道246号（渋沢駅入口交差点）
- 神奈川県道706号丹沢公園松原町線（渋沢駅入口交差点）

### 周辺
- 渋沢駅
- 秀英予備校渋沢駅前校

## 以前指定されていた区間

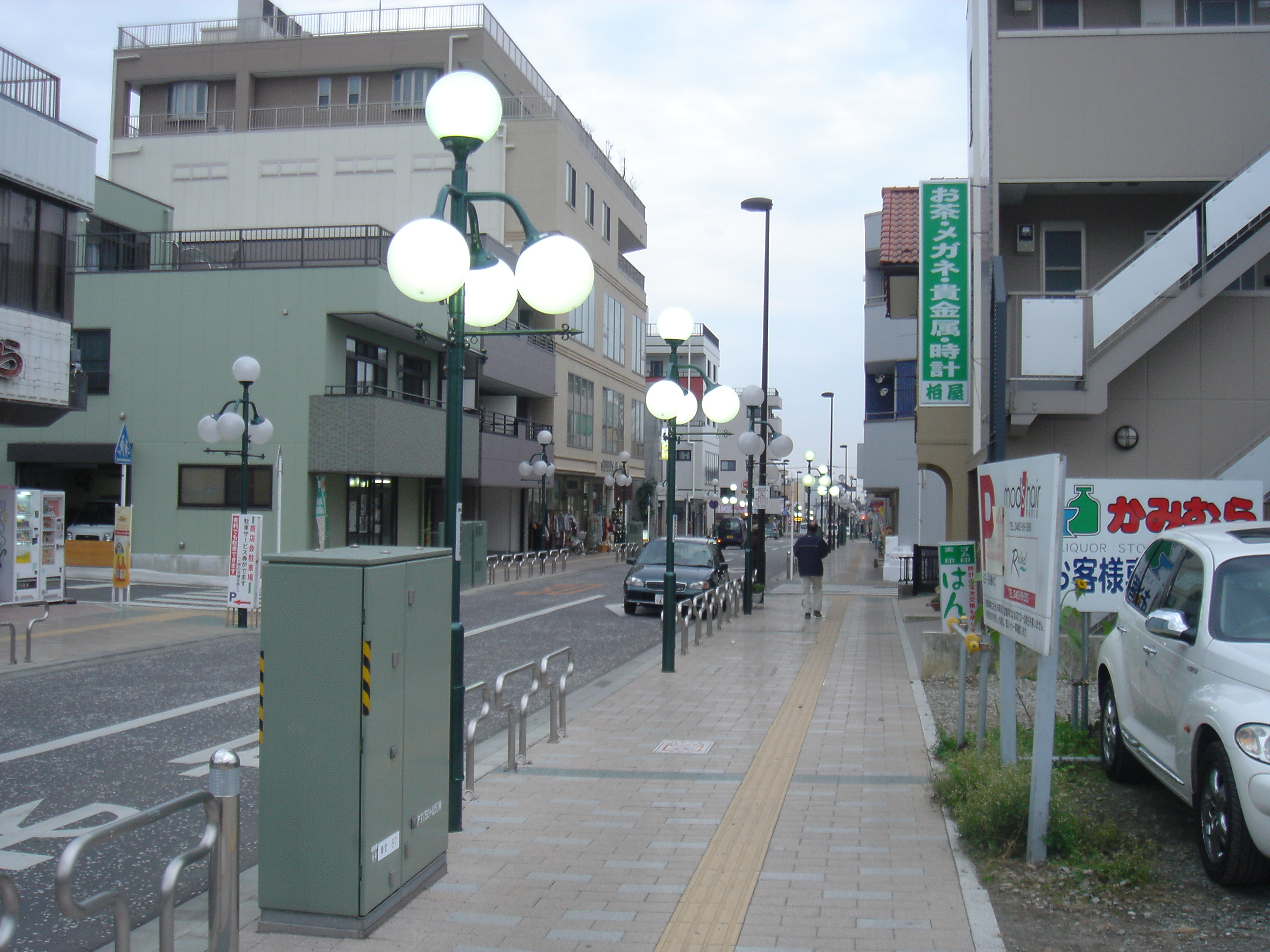
渋沢駅南口商店街（現在は市道）

### 概要
- 総延長：約554m
- 起点：秦野市曲松 渋沢駅南口
- 終点：秦野市柳町・並木町・春日町 柳町交差点
- Google マップ

### 地理

#### 接続・交差する道路・鉄道路線
- 神奈川県道708号秦野大井線（渋沢駅南口）
- 小田急小田原線（渋沢1号踏切）
- 国道246号（柳町交差点）

#### 周辺
- 渋沢駅
- 渋沢駅南口商店街
- 秦野市立西中学校